# Портовая улица (Санкт-Петербург)
Порто́вая улица — улица в Кировском районе Санкт-Петербурга. Проходит от проспекта Стачек до дороги на Турухтанные острова.

## История
Название Портовая улица известно с середины 1970-х годов, связано с тем, что идёт в направлении портовых причалов.
Изначально улица шла только до Проспекта Маршала Жукова, в 2008 году её продлили до дороги на Турухтанные острова.

## Достопримечательности

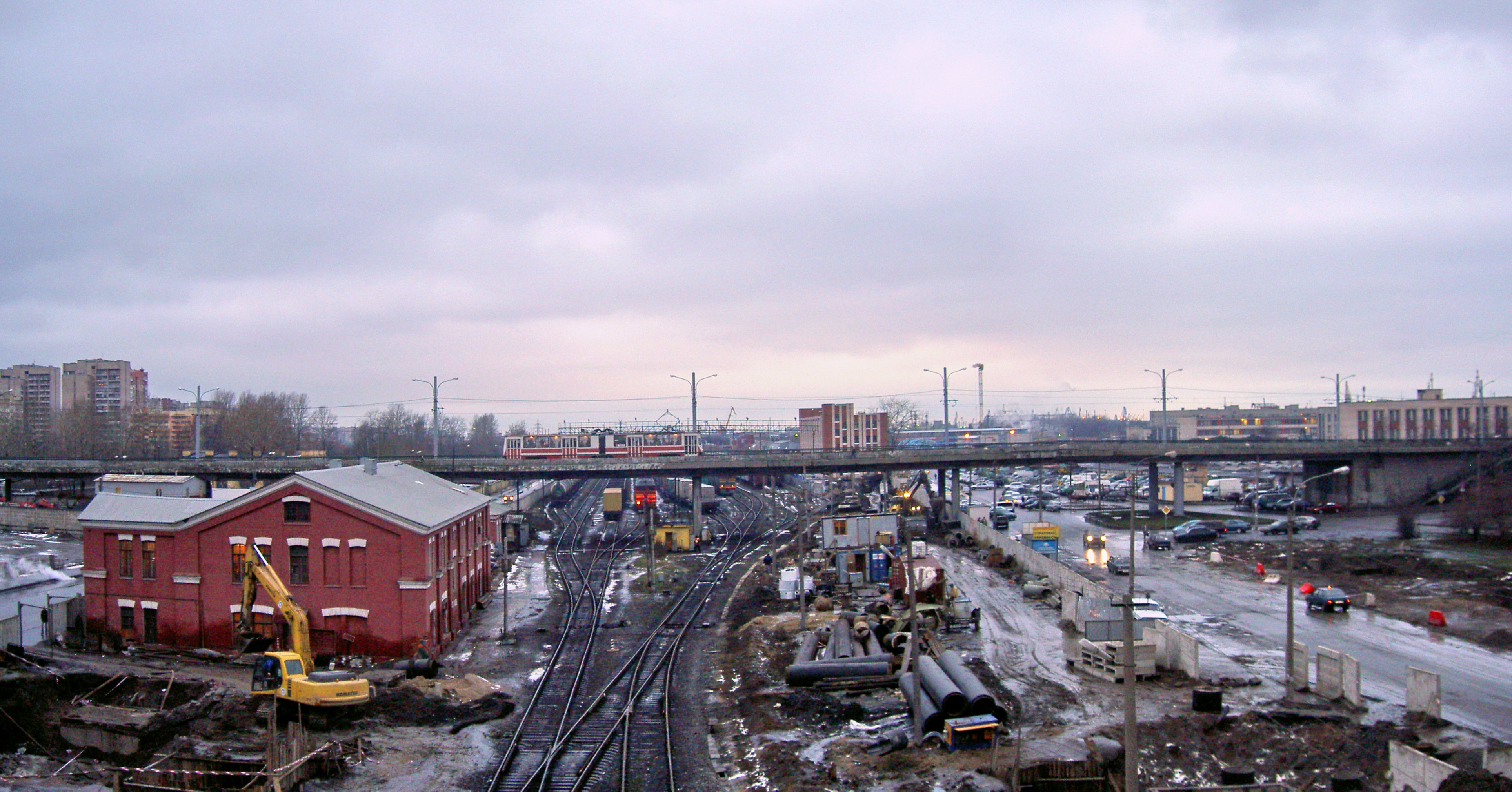
Вид на Портовую улицу и станцию «Автово» с путепровода на проспекте Стачек

- Памятник «ДОТ в Автово» (двор дома 79 по проспекту Стачек на углу с Портовой улицей)
- Железнодорожная товарная станция «Автово»
- Кронштадтский путепровод
- НОУ НПО Автошкола № 1 РОСТО (ДОСААФ)